# Astana Fýtbol Klýby 2016
Questa voce raccoglie le informazioni riguardanti l'FC Astana nelle competizioni ufficiali della stagione 2016.

## Maglie e sponsor
Per la stagione 2016, il fornitore tecnico è Adidas, mentre lo sponsor ufficiale è Samruk-Kazyna.
| 1ª divisa | 2ª divisa | 3ª divisa |

## Rosa
| N. |                                 | Ruolo | Calciatore         |
| -- | ------------------------------- | ----- | ------------------ |
| 1  | Kazakistan (bandiera)           | P     | Nenad Erić ()      |
| 3  | Kazakistan (bandiera)           | D     | Mark Gwrman        |
| 5  | Bosnia ed Erzegovina (bandiera) | D     | Marin Aničić       |
| 6  | Serbia (bandiera)               | C     | Nemanja Maksimović |
| 7  | Kazakistan (bandiera)           | C     | Serikjan Mujïqov   |
| 8  | Kazakistan (bandiera)           | C     | Asqat Tağıbergen   |
| 9  | Macedonia del Nord (bandiera)   | A     | Agim Ibraimi       |
| 9  | Kazakistan (bandiera)           | A     | Alekseý Şçetkïn    |
| 10 | Serbia (bandiera)               | A     | Đorđe Despotović   |
| 12 | Kazakistan (bandiera)           | C     | Geworg Najaryan    |
| 13 | Kazakistan (bandiera)           | C     | Azat Nurğalïyev    |
| 13 | Kazakistan (bandiera)           | D     | Berïk Şaïxov       |
| 14 | Bielorussia (bandiera)          | D     | Ihar Šytaŭ         |
| 15 | Kazakistan (bandiera)           | D     | Abzal Beýsebekov   |
| 16 | Macedonia del Nord (bandiera)   | C     | Besart Abdurahimi  |

| N. |                         | Ruolo | Calciatore         |
| -- | ----------------------- | ----- | ------------------ |
| 17 | Kazakistan (bandiera)   | A     | Tañat Nöserbayev   |
| 20 | Kazakistan (bandiera)   | D     | Konstantin Engel   |
| 20 | Nigeria (bandiera)      | C     | Lukman Haruna      |
| 23 | Ghana (bandiera)        | A     | Patrick Twumasi    |
| 25 | Kazakistan (bandiera)   | D     | Serhij Malyj       |
| 27 | Kazakistan (bandiera)   | D     | Yurïý Logvïnenko   |
| 28 | Kazakistan (bandiera)   | D     | Bïrjan Kwl'bekov   |
| 30 | RD del Congo (bandiera) | A     | Junior Kabananga   |
| 35 | Kazakistan (bandiera)   | P     | Aleksandr Mokin    |
| 40 | Kazakistan (bandiera)   | P     | Mïxaïl Golwbnïchïý |
| 44 | Russia (bandiera)       | D     | Evgenij Postnikov  |
| 47 | Kazakistan (bandiera)   | P     | Abılaýxan Dwýsen   |
| 71 | Kazakistan (bandiera)   | A     | Mädï Jaqıpbayev    |
| 77 | Kazakistan (bandiera)   | D     | Dmïtrïý Şomko      |
| 88 | Colombia (bandiera)     | C     | Roger Cañas        |

## Calciomercato

### Sessione invernale
| Acquisti | Acquisti           | Acquisti          | Acquisti      |
| R.       | Nome               | da                | Modalità      |
| -------- | ------------------ | ----------------- | ------------- |
| P        | Abylaikhan Duysen  | Bäýterek          | definitivo    |
| P        | Aleksandr Mokin    | Shahter Qaraǵandy | definitivo    |
| D        | Mark Gwrman        | Qairat            | definitivo    |
| D        | Yurïý Logvïnenko   | Aqtöbe            | definitivo    |
| D        | Berïk Şaïxov       | Ertis             | fine prestito |
| C        | Besart Abdurahimi  | Lokeren           | prestito      |
| C        | Lukman Haruna      | Dinamo Kiev       | prestito      |
| C        | Ulan Qonısbayev    | Qairat            | fine prestito |
| C        | Geworg Najaryan    |                   | svincolato    |
| C        | Asqat Tağıbergen   | Aqtöbe            | definitivo    |
| A        | Toqtar Janğılışbaý | Qairat            | fine prestito |
| A        | Đorđe Despotović   | Stella Rossa      | definitivo    |

| Cessioni | Cessioni             | Cessioni          | Cessioni      |
| R.       | Nome                 | a                 | Modalità      |
| -------- | -------------------- | ----------------- | ------------- |
| P        | Vladïmïr Logïnovskïý | Tobyl             | prestito      |
| D        | Eldos Axmetov        | Ertis             | definitivo    |
| D        | Branko Ilič          | Urawa Reds        | definitivo    |
| D        | Ïgor' Pïkalkïn       | Shahter Qaraǵandy | definitivo    |
| D        | Denys Dedečko        | Oleksandrija      | definitivo    |
| C        | Georgïý Jwkov        | Standard Liegi    | fine prestito |
| C        | Rinat Khayrullin     | Spartaks Jūrmala  | prestito      |
| C        | Foxi Kéthévoama      | Gaziantep         | definitivo    |
| C        | Islambek Kulekenov   | Aqtöbe            | definitivo    |
| C        | Jaqıp Qojamberdı     | Oqjetpes          | prestito      |
| C        | Ulan Qonısbayev      | Atyrau            | definitivo    |
| C        | Vladislav Mendybayev |                   | svincolato    |
| C        | Alexey Rodionov      |                   | svincolato    |
| A        | Toqtar Janğılışbaý   | Aqtöbe            | definitivo    |
| A        | Bawırjan Jolşïyev    |                   | svincolato    |
| A        | Junior Kabananga     | Karabükspor       | prestito      |

### Sessione estiva
| Acquisti | Acquisti         | Acquisti         | Acquisti      |
| R.       | Nome             | da               | Modalità      |
| -------- | ---------------- | ---------------- | ------------- |
| D        | Konstantin Engel | Ingolstadt 04    | svincolato    |
| D        | Serhij Malyj     | Ertis            | definitivo    |
| D        | Ihar Šytaŭ       | Mordovija        | definitivo    |
| C        | Rinat Khayrullin | Spartaks Jūrmala | fine prestito |
| C        | Azat Nurğalïyev  | Ordabasy         | prestito      |
| A        | Agim Ibraimi     | Maribor          | definitivo    |
| A        | Junior Kabananga | Karabükspor      | fine prestito |

| Cessioni | Cessioni           | Cessioni               | Cessioni      |
| R.       | Nome               | a                      | Modalità      |
| -------- | ------------------ | ---------------------- | ------------- |
| P        | Mïxaïl Golwbnïchïý | Qyzyljar               | prestito      |
| D        | Mark Gwrman        | Tobyl                  | definitivo    |
| D        | Evgenij Postnikov  | Ventspils              | prestito      |
| D        | Berïk Şaïxov       | Jetisý                 | prestito      |
| C        | Besart Abdurahimi  | Lokeren                | fine prestito |
| C        | Lukman Haruna      | Dinamo Kiev            | fine prestito |
| C        | Rinat Khayrullin   | Jedinstvo Bijelo Polje | definitivo    |
| A        | Alekseý Şçetkïn    | Aqtöbe                 | definitivo    |

## Risultati

### Prem'er Ligasy

#### Girone d'andata
| Arbitro: | Abdwllayev (Karatau) |

|                               |           |           |
| Despotović 47’ Nöserbayev 65’ | Marcatori | 8’ Ubbink |

| Arbitro: | Karlibayev (Oral) |

|               |           |                                               |
| Junuzović 15’ | Marcatori | 11’ Despotović 43’ (aut.) Simčević 45’ Aničić |

| Arbitro: | Abdanbayev (Taraz) |

|             |           |  |
| Twumasi 83’ | Marcatori |  |

| Arbitro: | Tevjašov (Oral) |

|                          |           |                |
| Nöserbayev 21’ Şomko 81’ | Marcatori | 48’ Zjan'kovič |

| Arbitro: | Sakhi (Qyzylorda) |

|  |           |                |
|  | Marcatori | 77’ Logvïnenko |

| Arbitro: | Rakhimbayev (Almaty) |

|            |           |  |
| Haruna 32’ | Marcatori |  |

| Arbitro: | Vishnichenko (Qostanay) |

|                        |           |                           |
| Axmetov 2’ Fonseca 60’ | Marcatori | 7’ Despotović 31’ Mujïqov |

| Arbitro: | Chesnokov (Öskemen) |

|               |           |  |
| Maksimović 6’ | Marcatori |  |

| Arbitro: | Kuchin (Karaganda) |

|  |           |                |
|  | Marcatori | 74’ Despotović |

| Arbitro: | Antonov (Pavlodar) |

|                            |           |  |
| Nöserbayev 45’ Twumasi 48’ | Marcatori |  |

| Arbitro: | Izmailov (Taldıqorğan) |

|             |           |  |
| Saparov 22’ | Marcatori |  |

#### Girone di ritorno
| Arbitro: | Duzmambetov (Öskemen) |

|                                    |           |              |
| Aničić 7’ Cañas 21’ Nöserbayev 72’ | Marcatori | 10’ Simčević |

| Arbitro: | Aliyev (Almaty) |

|  |           |                |
|  | Marcatori | 83’ Maksimović |

| Arbitro: | Kuchin (Karaganda) |

|  |           |                            |
|  | Marcatori | 88’ Despotović 90’ Mujïqov |

| Arbitro: | Vishnichenko (Qostanay) |

|                |           |  |
| Nöserbayev 45’ | Marcatori |  |

| Arbitro: | Rakhimbayev (Almaty) |

|             |           |                               |
| Levin 45+1’ | Marcatori | 17’ Maksimović 58’ Tağıbergen |

| Arbitro: | Gorokhovodatskiy (Almaty) |

|                |           |           |
| Nöserbayev 51’ | Marcatori | 69’ Kerla |

| Arbitro: | Duzmambetov (Öskemen) |

|           |           |  |
| Gohou 11’ | Marcatori |  |

| Arbitro: | Kuchin (Karaganda) |

|               |           |  |
| Kabananga 86’ | Marcatori |  |

| Arbitro: | Aleshin (Pavlodar) |

|                |           |                                                               |
| Govedarica 20’ | Marcatori | 2’, 90+1’ Nurğalïyev 22’ Kabananga 44’ Tağıbergen 64’ Mujïqov |

| Arbitro: | Abdanbayev (Taraz) |

|                     |           |            |
| Nurğalïyev 20’, 39’ | Marcatori | 7’ Aržanov |

| Arbitro: | Gawzer (Petropavl) |

|                             |           |  |
| Vasiljević 67’ Goryachi 87’ | Marcatori |  |

#### Poule scudetto
| Arbitro: | Izmailov (Taldıqorğan) |

|                                             |           |  |
| Logvïnenko 11’ Kabananga 32’ Despotović 90’ | Marcatori |  |

| Arbitro: | Tevyashov (Oral) |

|                                  |           |  |
| Nurğalïyev 2’ (rig.) Twumasi 50’ | Marcatori |  |

| Kökşetaw 26 ottobre 2016, ore 15:00 UTC+6 25ª giornata | Oqjetpes            | 0 – 0 referto | Astana | Stadio Oqjetpes (1 400 spett.)\| Arbitro: \| Chesnokov (Öskemen) \| |
| Arbitro:                                               | Chesnokov (Öskemen) |               |        |                                                                     |

| Arbitro: | Duzmambetov (Öskemen) |

|                |           |                                               |
| Despotović 71’ | Marcatori | 5’ Acevedo 62’ Ïslamxan 68’ Gohou 76’ Aršavin |

| Arbitro: | Izmailov (Taldıqorğan) |

|             |           |                          |
| Sorokin 66’ | Marcatori | 11’ Kabananga 87’ Aničić |

| Arbitro: | Aleshin (Pavlodar) |

|  |           |               |
|  | Marcatori | 44’ Kabananga |

| Arbitro: | Abdanbayev (Taraz) |

|                                |           |  |
| Twumasi 2’, 89’ Nurğalïyev 56’ | Marcatori |  |

| Arbitro: | Duzmambetov (Öskemen) |

|                   |           |  |
| Arzo 29’ Qwat 35’ | Marcatori |  |

| Arbitro: | Gawzer (Petropavl) |

|                |           |  |
| Despotović 12’ | Marcatori |  |

| Pavlodar 29 ottobre 2016, ore 15:00 UTC+6 32ª giornata | Ertis            | 0 – 0 referto | Astana | Stadio Centrale (3 500 spett.)\| Arbitro: \| Tevyashov (Oral) \| |
| Arbitro:                                               | Tevyashov (Oral) |               |        |                                                                  |

### Coppa del Kazakistan
| Arbitro: | Omarov (Almaty) |

|                |           |  |
| Nöserbayev 90’ | Marcatori |  |

| Arbitro: | Karlibayev (Oral) |

|                        |           |                                    |
| Burtsev 69’ Stupić 80’ | Marcatori | 33’, 65’ Despotović 73’ Tağıbergen |

| Arbitro: | Chesnokov (Öskemen) |

|               |           |                               |
| Mýrtazaev 33’ | Marcatori | 23’ Tağıbergen 37’ Nöserbayev |

| Arbitro: | Izmailov (Taldıqorğan) |

|                                                         |           |                              |
| Despotović 19’ Kabananga 35’, 62’ Malyj 84’ Cañas 90+2’ | Marcatori | 37’, 48’ Smailov 45’ Fonseca |

| Arbitro: | Duzmambetov (Öskemen) |

|  |           |               |
|  | Marcatori | 47’ Kabananga |

### Champions League

#### Secondo turno preliminare
| Vilnius 13 luglio 2016, ore 20:15 UTC+3 Andata | Žalgiris | 0 – 0 referto | Astana | Stadio LFF (4 100 spett.)\| Arbitro: \| Glođović \| |
| Arbitro:                                       | Glođović |               |        |                                                     |

| Arbitro: | Schärer |

|                   |           |              |
| Aničić 31’, 90+3’ | Marcatori | 57’ Elivelto |

#### Terzo turno preliminare
| Arbitro: | Mazzoleni |

|                |           |               |
| Logvïnenko 19’ | Marcatori | 78’ Griffiths |

| Arbitro: | Kovács |

|                                             |           |             |
| Griffiths 45+2’ (rig.) Dembélé 90+2’ (rig.) | Marcatori | 62’ Ibraimi |

### Europa League

#### Play-off
| Arbitro: | Delferiere |

|                              |           |  |
| Kabananga 70’ Nurğalïyev 80’ | Marcatori |  |

| Arbitro: | Chapron |

|                                     |           |                            |
| Hardzjajčuk 27’ Stasevič 89’ (rig.) | Marcatori | 50’ Maksimović 76’ Twumasi |

#### Fase a gironi
| Squadra    | P.ti | G | V | P | S | GF | GS | DG |
| ---------- | ---- | - | - | - | - | -- | -- | -- |
| APOEL      | 12   | 6 | 4 | 0 | 2 | 8  | 6  | +2 |
| Olympiacos | 8    | 6 | 2 | 2 | 2 | 7  | 6  | +1 |
| Young Boys | 8    | 6 | 2 | 2 | 2 | 7  | 4  | +3 |
| Astana     | 5    | 6 | 1 | 2 | 3 | 5  | 11 | -6 |

| Arbitro: | Stavrev |

|                             |           |                  |
| Vinicius 75’ de Camargo 87’ | Marcatori | 45+1’ Maksimović |

| Astana 29 settembre 2016, ore 21:00 UTC+6 Gruppo B - 2ª giornata | Astana | 0 – 0 referto | Young Boys | Astana Arena (21 328 spett.)\| Arbitro: \| Evans \| |
| Arbitro:                                                         | Evans  |               |            |                                                     |

| Arbitro: | Stieler |

|                                             |           |               |
| Figueiras 25’ Elyounoussi 33’ Sebá 34’, 65’ | Marcatori | 54’ Kabananga |

| Arbitro: | Grinfeeld |

|               |           |          |
| Despotović 8’ | Marcatori | 29’ Sebá |

| Arbitro: | Blom |

|                           |           |            |
| Aničić 59’ Despotović 84’ | Marcatori | 31’ Efraim |

| Arbitro: | Pisani |

|                                |           |  |
| Frey 63’ Hoarau 66’ Schick 71’ | Marcatori |  |

### Supercoppa
| Arbitro: | Irmatov |

|                                                            |                      |                                                     |
| Cañas Aničić Şçetkïn Maksimović Twumasi Beýsebekov Mujïqov | Tiri di rigore 4 – 5 | Ïslamxan Bruno Soares Riera Lï Gohou Tymoščuk Tesák |

## Statistiche

### Statistiche di squadra
| Competizione              | Punti | In casa | In casa | In casa | In casa | In casa | In casa | In trasferta | In trasferta | In trasferta | In trasferta | In trasferta | In trasferta | Totale | Totale | Totale | Totale | Totale | Totale | DR  |
| Competizione              | Punti | G       | V       | N       | P       | Gf      | Gs      | G            | V            | N            | P            | Gf           | Gs           | G      | V      | N      | P      | Gf     | Gs     | DR  |
| ------------------------- | ----- | ------- | ------- | ------- | ------- | ------- | ------- | ------------ | ------------ | ------------ | ------------ | ------------ | ------------ | ------ | ------ | ------ | ------ | ------ | ------ | --- |
| Qazаqstan Prem'er Ligasy  | 73    | 16      | 14      | 1       | 1       | 27      | 9       | 16           | 9            | 3            | 3            | 20           | 12           | 32     | 23     | 4      | 5      | 47     | 21     | +26 |
| Coppa del Kazakistan      | -     | 2       | 2       | 0       | 0       | 6       | 3       | 2            | 2            | 0            | 0            | 5            | 3            | 5      | 5      | 0      | 0      | 12     | 6      | +6  |
| Champions League          | -     | 2       | 1       | 1       | 0       | 3       | 2       | 2            | 0            | 1            | 1            | 1            | 2            | 4      | 1      | 2      | 1      | 4      | 4      | 0   |
| Europa League             | 5     | 3       | 1       | 2       | 0       | 3       | 2       | 3            | 0            | 0            | 3            | 2            | 9            | 6      | 1      | 2      | 3      | 5      | 11     | -6  |
| Supercoppa del Kazakistan | -     | 0       | 0       | 0       | 0       | 0       | 0       | 0            | 0            | 0            | 0            | 0            | 0            | 1      | 0      | 1      | 0      | 0      | 0      | 0   |
| Totale                    | 78    | 23      | 18      | 4       | 1       | 36      | 16      | 23           | 11           | 4            | 7            | 28           | 26           | 48     | 30     | 9      | 9      | 68     | 42     | +26 |

### Andamento in campionato
| Giornata  | 1 | 2 | 3 | 4 | 5 | 6 | 7 | 8 | 9 | 10 | 11 | 12 | 13 | 14 | 15 | 16 | 17 | 18 | 19 | 20 | 21 | 22 | 23 | 24 | 25 | 26 | 27 | 28 | 29 | 30 | 31 | 32 |
| --------- | - | - | - | - | - | - | - | - | - | -- | -- | -- | -- | -- | -- | -- | -- | -- | -- | -- | -- | -- | -- | -- | -- | -- | -- | -- | -- | -- | -- | -- |
| Luogo     | C | T | C | C | T | C | T | C | T | C  | T  | C  | T  | T  | C  | T  | C  | T  | C  | T  | C  | T  | C  | C  | T  | C  | T  | T  | C  | T  | C  | T  |
| Risultato | V | V | V | V | V | V | N | V | V | V  | P  | V  | V  | V  | V  | V  | N  | P  | V  | V  | V  | P  | V  | V  | N  | P  | V  | V  | V  | P  | V  | N  |
| Posizione | 2 | 2 | 2 | 2 | 2 | 1 | 1 | 1 | 1 | 1  | 1  | 1  | 1  | 1  | 1  | 1  | 1  | 1  | 1  | 1  | 1  | 1  | 1  | 1  | 1  | 1  | 1  | 1  | 1  | 1  | 1  | 1  |

Legenda:

Luogo: C = Casa; T = Trasferta. Risultato: V = Vittoria; N = Pareggio; P = Sconfitta.